# Municipio de Holden (Dakota del Sur)
El municipio de Holden (en inglés: Holden Township) es un municipio ubicado en el condado de Hand en el estado estadounidense de Dakota del Sur. En el año 2010 tenía una población de 40 habitantes y una densidad poblacional de 0,43 personas por km².

## Geografía
El municipio de Holden se encuentra ubicado en las coordenadas 44°40′42″N 98°53′13″O / 44.67833, -98.88694. Según la Oficina del Censo de los Estados Unidos, el municipio tiene una superficie total de 93.59 km², de la cual 93,59 km² corresponden a tierra firme y (0 %) 0 km² es agua.

## Demografía
Según el censo de 2010, había 40 personas residiendo en el municipio de Holden. La densidad de población era de 0,43 hab./km². De los 40 habitantes, el municipio de Holden estaba compuesto por el 100 % blancos. Del total de la población el 0 % eran hispanos o latinos de cualquier raza.